# Conclusió
Una conclusió és una proposició final, a la qual s'arriba després de la consideració de l'evidència, de les discussions o de les premisses. És comú la seva presència en treballs investigador o acadèmic.

## Investigació científica
A la investigació i l'experimentació, les conclusions són determinacions fetes mitjançant l'estudi dels resultats del treball precedent pràctica i és la ciència que estudia les regles i procediments per a distingir un raonament correcte (vàlid) o incorrecte (invàlid). Els raonaments (raciocinis) són moviments del pensament mitjançant els quals a partir d'alguna cosa conegut extraiem una mica desconegut. Els raonaments es componen de proposicions (o judicis). Les proposicions que serveixen de partida (el conegut) s'anomenen premisses, i la proposició que es deriva d'aquestes premisses es denomina conclusió (el desconegut, la novetat) Els raonaments poden ser inductius o deductius. La lògica tradicional (aristotèlica) sobretot es va dedicar a l'anàlisi de la deducció i de les fal·làcies (raonaments invàlids i enganyosos;).

## Música
En música una conclusió és un tema musical que afluixa la tensió musical després de l'acumulació inicial, que passa sovint com cadència al final d'una composició i en un text.